# Храм Покрова Пресвятой Богородицы (Нитерой)
Храм Покрова Пресвятой Богородицы — небольшой храм Сан-Паульской и Южноамериканской епархии неканонической РПЦЗ (Агафангела), находящийся в городе Нитерой, пригороде Рио-де-Жанейро.

## История
Покровская община была основана в 1950 году. Настоятелем храма первое время служил прибывший из Европы архимандрит Агапит (Крыжановский). В 1960 году был построен Покровский храм.
В 1964 году в приходе мученицы Зинаиды в Рио-де-Жанейро произошёл конфликт настоятеля с частью прихожан. Существующий на то время церковный Совет, хор и половина прихожан покинули приход и перешли в Покровский храм города Нитерой. В 1973 году часть прихожан вновь вернулась в храм святой Зинаиды, но в 1976 году прежний настоятель вернул храм себе и перешёл в ПЦА.
В 1960-х — 1980-х годы настоятелем Покровской церкви был Священник Сергий Туроверов. Затем до 1986 года настоятелем был священник Павел Голубев. После этого настоятелем храма стал священник Константин Бусыгин.
В мае 2007 года всё духовенство РПЦЗ в Бразилии не приняло Акта о каноническом общении между РПЦЗ и Московским Патриархатом и перешло в неканоническый ВВЦС РПЦЗ, возглавляемый епископом Агафангелом (Пашковским). Некоторые прихожане Покровского храма, не пожелавшие разделять раскольническую позицию своего настоятеля протоиерея Константина Бусыгина, были приняты в члены прихода во имя святой мученицы Зинаиды.